# Насеховиці
Насеховиці (пол. Nasiechowice) — село в Польщі, у гміні Мехув Меховського повіту Малопольського воєводства.
Населення — 358 осіб (2011).
У 1975-1998 роках село належало до Келецького воєводства.

## Демографія
Демографічна структура станом на 31 березня 2011 року:
|          | Загалом | Допрацездатний вік | Працездатний вік | Постпрацездатний вік |
| -------- | ------- | ------------------ | ---------------- | -------------------- |
| Чоловіки | 180     | 36                 | 119              | 25                   |
| Жінки    | 178     | 34                 | 89               | 55                   |
| Разом    | 358     | 70                 | 208              | 80                   |